# Wells Fargo Gunmaster
Wells Fargo Gunmaster è un film del 1951 diretto da Philip Ford.
È un western statunitense con Allan Lane, Chubby Johnson, Mary Ellen Kay e Michael Chapin.

## Produzione
Il film, diretto da Philip Ford su una sceneggiatura di M. Coates Webster, fu prodotto da Gordon Kay, come produttore associato, per la Republic Pictures e girato nell'Iverson Ranch a Chatsworth, Los Angeles, California, dal 26 gennaio 1951.

## Distribuzione
Il film fu distribuito negli Stati Uniti dal 15 maggio 1951 al cinema dalla Republic Pictures.
Altre distribuzioni:
- in Danimarca il 23 agosto 1954
- in Brasile (O Falso Bandoleiro)